# George Michael
Geórgios Kiriákos Panayiótou (greacă Γεώργιος Κυριάκος Παναγιώτου, n. 25 iunie 1963, Londra, Regatul Unit – d. 25 decembrie 2016, Oxfordshire, Regatul Unit), mai bine cunoscut sub numele de George Michael, a fost un cântăreț și compozitor englez de origine cipriotă. A devenit popular fiind vocalist al formației Wham! și apoi fiind solist.
A vândut mai mult de 100 de milioane de albume la nivel mondial.

## Copilăria și adolescența
Michael s-a născut în East Finchley, Londra.Tatăl său, Kyriacos Panayiotou, un restaurator din partea grecească a insulei Cipru, emigrase în Marea Britanie în anii '50 și și-a schimbat numele în Jack Panos. Mama lui, Lesley Angold (născută Harrison; 1937–1997), a fost o dansatoare engleză.

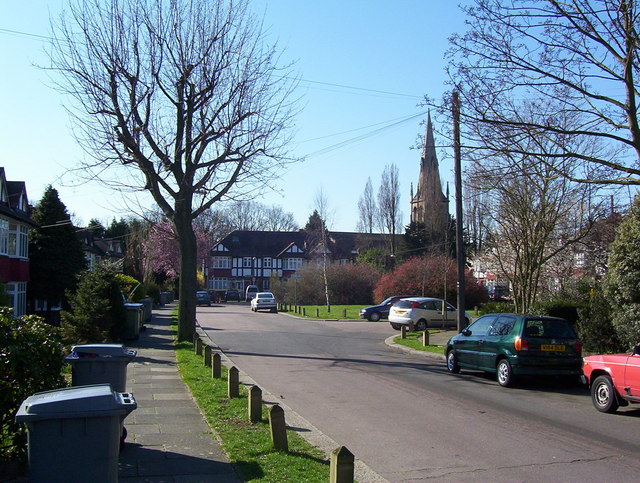
Kingsbury, cartier din nord-vestul Londrei

Michael și-a petrecut cea mai mare parte a copilăriei în cartierul Kingsbury din Londra, în casa părinților săi, cumpărată imediat după nașterea sa; a urmat școala din Kingsbury. Surorile sale mai mari sunt Yioda și Melanie.
La începuturile adolescenței, familia s-a mutat în Radlett, Hertfordshire. Acolo Michael a frecventat Bushey Meads School, unde s-a împrietenit cu viitorul său partener din Wham!, Andrew Ridgeley. Ambii aveau ambiția de a face o carieră în domeniul muzicii. Michael a dat reprezentații stradale în 
metroul din Londra, interpretând cântece cum ar fi '39 de pe albumul
"A Night At The Opera" al formației Queen. Implicarea lui în lumea muzicală a început ca DJ, mixând în cluburi și școli din Bushey, Stanmore și Watford. Pentru scurtă vreme a format o trupă de muzică ska, numită The Executive, împreună cu Ridgeley, fratele acestuia, Paul, Andrew Leaver și David Mortimer (mai târziu cunoscut sub numele de David Austin).

## Cariera muzicală

### 1981–1986: Wham!
Michael a format duoul Wham!, cu Andrew Ridgeley, în 1981. Primul album al trupei Fantastic, a ajuns pe primul loc în topurile britanice în anul 1983 și a generat numeroase melodii în top 10 singles, cum ar fi: "Young Guns (Go For It!)", "Wham Rap! (Enjoy What You Do)" și "Club Tropicana". Cel de-al doilea album, Make It Big, a ajuns pe prima poziție în clasamentele americane. Printre melodiile de succes de pe acest album s-au numărat "Wake Me Up Before You Go-Go" (Nr. 1 în Regatul Unit și SUA), "Freedom", "Everything She Wants", și "Careless Whisper", care a ajuns pe locul 1 în aproape 25 de țări, inclusiv Marea Britanie și SUA, și a fost primul cântec solo al lui Michael.

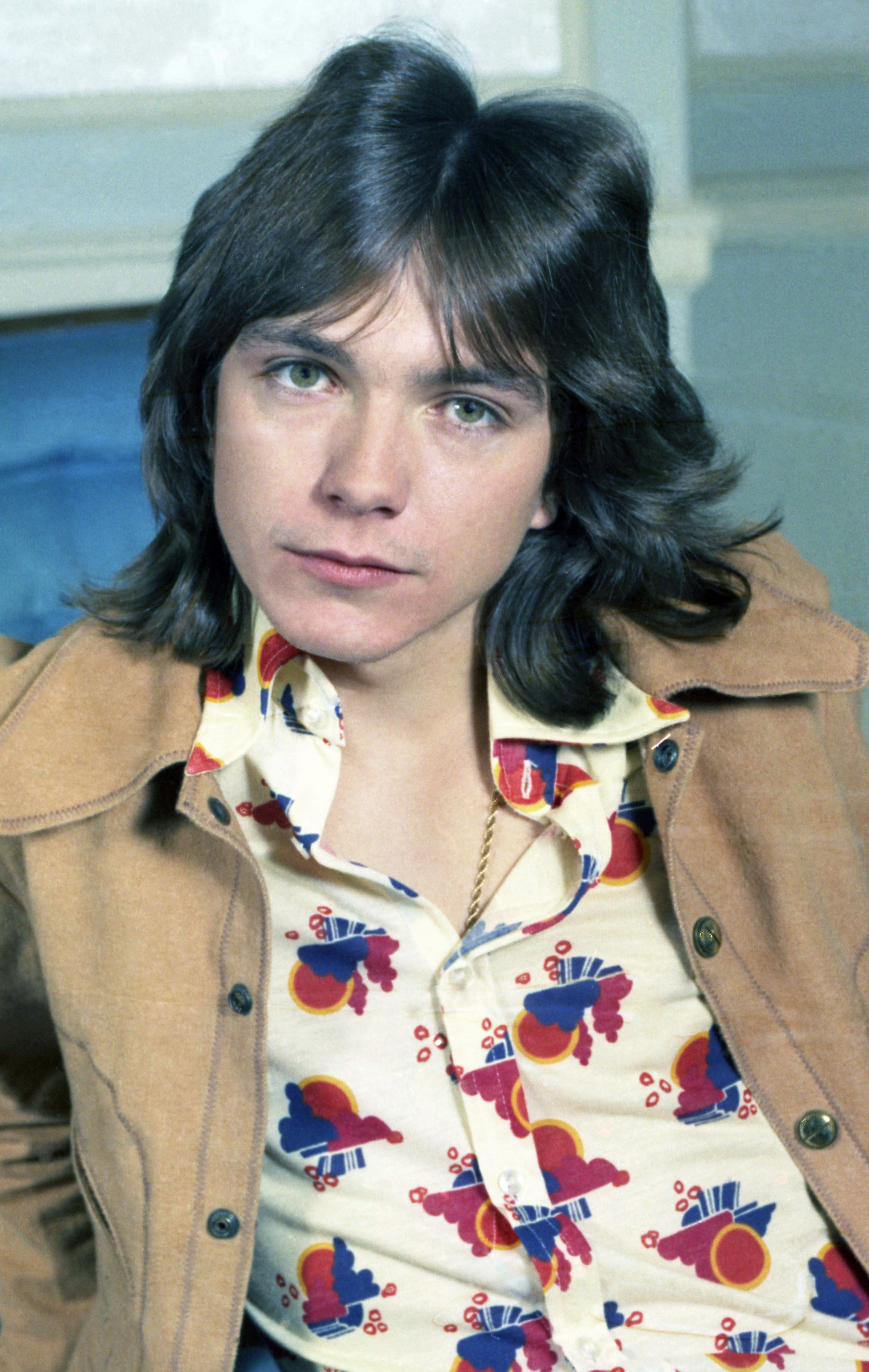
David Cassidy, actor și cântăreț american, figură importantă a culturii pop din anii '70

Michael a cântat în primul concert Band Aid înregistrând "Do They Know It's Christmas?" (ajuns pe locul I în clasamentul britanic) și a donat încasările în scopuri caritabile. A contribuit la partea de background vocal pentru hitul lui David Cassidy din 1985 "The Last Kiss", ca și pentru succesul lui Elton John din 1985 cu "Nikita" și "Wrap Her Up". Michael l-a numit de altfel pe Cassidy printre cei care i-au influențat cariera și l-a intervievat pentru Ritz Newspaper.
Turneul formației Wham! în China, din aprilie 1985, prima vizită în China a unei formații populare din Occident, a generat o amplă acoperire media în întreaga lume, Michael fiind personajul central.Înainte de apariția formației Wham! din China, multe genuri muzicale fuseseră interzise în țara asiatică.În public s-au aflat și membri ai guvernului chinez, iar prezentatoarea televiziunii chineze, Kan Lijun, care a fost gazda spectacolului, a vorbit despre concertul istoric al formației Wham!: „Nimeni nu mai văzuse așa ceva până atunci. Tinerii erau uimiți, toată lumea bătea din picioare. Desigur că polițiștii nu erau deloc fericiți și erau îngrijorați că ar putea urma revolte." Turneul a fost imortalizat în filmul regizorului Lindsay Anderson Foreign Skies: Wham! In China.
Odată cu succesul singlelurilor lui Michael, "Careless Whisper" (1984) și "A Different Corner" (1986), zvonurile despre inevitabila despărțire a grupului Wham! s-au intensificat. Duoul s-a separat în mod oficial în 1986, după ce a scos un single de adio "The Edge of Heaven" și o compilație, The Final (album, și a dat un concert cu casa închisă pe Stadionul Wembley, în care a fost prezentat și filmul turneului din China. Parteneriatul Wham! s-a încheiat oficial odată cu succesul singlelului "The Edge of Heaven", care a ajuns pe locul I în clasamentul britanic în 1986.

### Cariera solo
Începutul carierei solo, în anul 1987, a fost un duet cu Aretha Franklin, "I Knew You Were Waiting (For Me)"; acesta i-a îndeplinit lui Michael o ambiție mai veche, de a cânta alături de unul dintre artiștii săi preferați.  După lansare, cântecul a ajuns pe locul I atât în clasamentele americane, cât și în cele britanice.
Pentru Michael, devenea cel de-al treilea loc I în Marea Britanie din trei încercări, după "Careless Whisper" în 1984 (chiar dacă singleul provenea de pe albumul Wham! Make It Big) și "A Different Corner" din 1986. Acest single a fost primul pe care Michael l-a înregistrat ca artist individual și pe care nu îl compusese el însuși. Compozitorul, Simon Climie, necunocut la acel moment, a avut succes ulterior în trupa Climie&Fisher, în anul 1988. Michael și Aretha Franklin au câștigat un Premiu Grammy în 1988 pentru cea mai bună interpretare R&B.
La sfârșitul anului 1987, Michael și-a lansat albumul solo de debut, Faith. Primul single apărut de pe acest album a fost "I Want Your Sex". Cântecul a fost interzis de multe posturi de radio din Marea Britanie și SUA, datorită versurilor cu tentă explicit sexuală. MTV a difuzat materialul video, în care apărea alături de make-up artistul Kathy Jeung, îmbrăcată foarte sumar, doar la ore foarte târzii ale nopții. Michael a argumentat că actul în sine este frumos, dacă este monogam, și a înregistrat și un scurt prolog pentru video în care spunea: „acest cântec nu promovează sexul cu parteneri ocazionali." Într-una din scenele indecente Michael scrie cu un ruj cuvintele "explorează monogamia" pe spatele partenerei.Unele posturi au difuzat o versiune mai puțin explicită a cântecului, "I Want Your Love", "love" înlocuind cuvântul "sex".
Când "I Want Your Sex" a ajuns în clasamentul american, gazda emisiunii, Casey Kasem, a refuzat să spună titlul cântecului, prezentându-l doar ca "noul single al lui George Michael." Cântecul a apărut pe coloana sonoră a filmului Beverly Hills Cop II.În ciuda cenzurii și a piedicilor în difuzare, "I Want Your Sex" a urcat până pe locul 2 în clasamentul american al revistei Billboard și pe locul 3 în Marea Britanie.
Al doilea single, "Faith", a fost lansat în octombrie 1987, la câteva săptămâni după album. "Faith" a devenit unul dintre cele mai populare cântece. A ajuns pe prima poziție în Billboard Hot 100 din SUA patru săptămâni la rând. A atins cea de a doua poziție și în clasamentul britanic. Clipul cuprinde imagini definitorii pentru industria muzicală a anilor '80: Michael cu ochelari de soare, geacă de piele, cizme de cowboy, jeansi Levi Strauss, cântând la chitară lângă un tonomat clasic.
Pe 30 octombrie, albumul Faith a fost lansat în Marea Britanie, dar și pe alte piețe. Faith a ajuns în vârful clasamentului britanic, iar în SUA a rezistat 51 de săptămâni în Top 10 albume, din care 12 săptămâni pe primul loc. Patru cântece de pe albumul Faith: "Faith", "Father Figure", "One More Try" și "Monkey", au ajuns pe locul I în topurile din SUA. Faith a primit Discul de diamant pentru vânzarea a peste 10 milioane de copii în SUA.Până în 2008, pe plan mondial se vânduse în peste 25 de milioane de exemplare. Albumul a fost aclamat de criticii muzicali, jurnalistul Steve Huey, de la AllMusic, l-a descris ca fiind o  „capodoperă minunat lucrată a curentului pop/rock" și „unul dintre cele mai bune albume pop ale anilor '80".

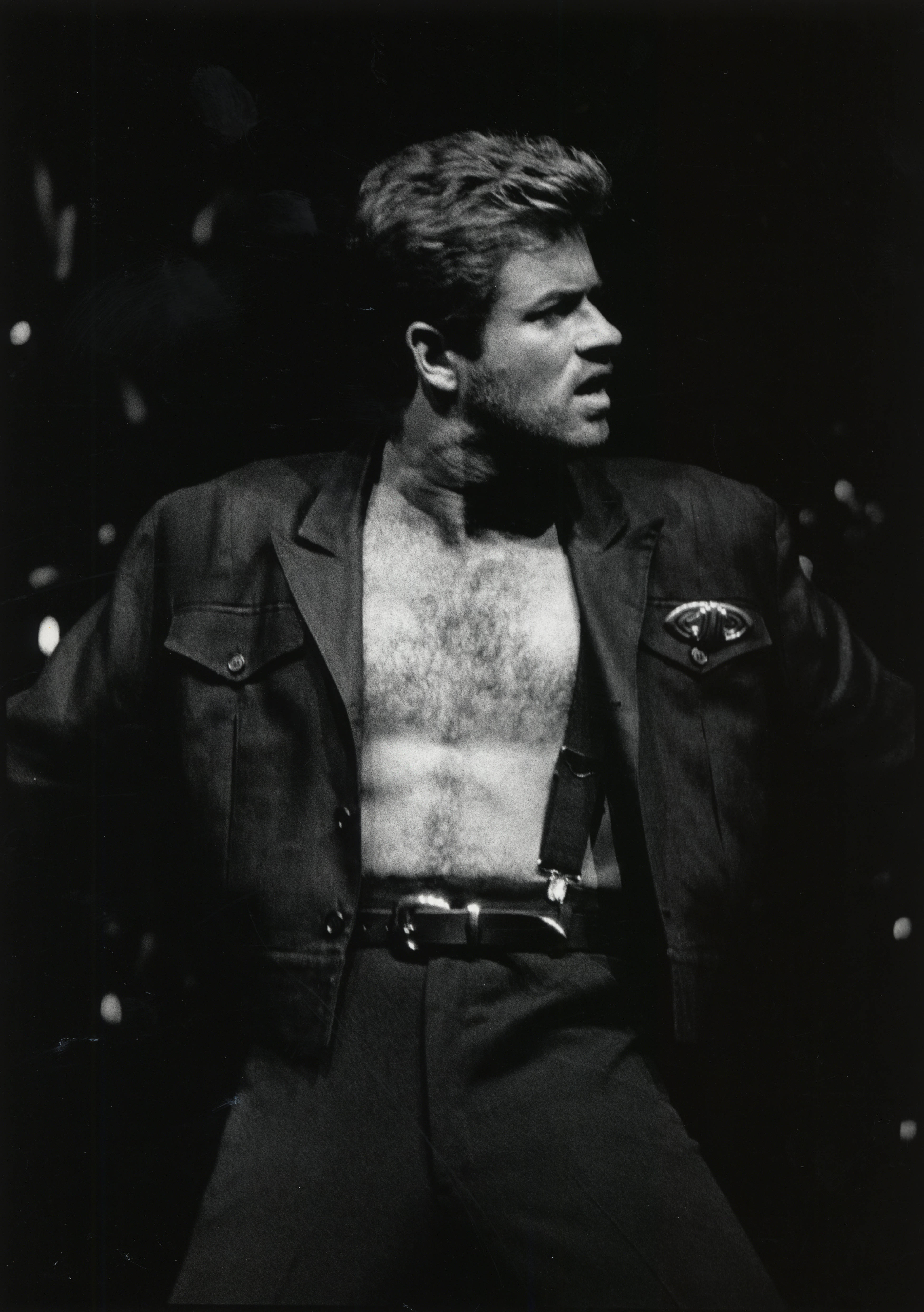
George Michael pe scenă, în cadrul turneului mondial de promovare a albumului Faith

Într-o recenzie pentru revista Rolling Stone, jurnalistul Mark Coleman a comentat majoritatea cântecelor de pe albumul care „arată o înțelegere intuitivă a muzicii pop și modul inteligent în care el își folosește puterea de a comunica cu un public din ce în ce mai numeros."
În 1988, Michael a plecat într-un turneu mondial. În Los Angeles, i s-a alăturat pe scenă și Aretha Franklin, pentru piesa "I Knew You Were Waiting (For me)". A fost al doilea eveniment al anului 1988 ca număr de încasări. În februarie 1989, Faith a câștigat premiul pentru cel mai bun album al anului la cea de a 31-a ediție a Premiilor Grammy. La MTV Video Music Awards pe 6 septembrie 1989, în Los Angeles, lui Michael i s-a decernat Video Vanguard Award.
După cum mărturisea în filmul A Different Story, succesul nu l-a făcut fericit și a început să se gândească dacă nu era ceva în neregulă în faptul că devenise un idol pentru milioane de adolescente. Munca la proicetul Faith (promovare, materiale video, turneu, premii) l-a epuizat; a ajuns singur și frustrat, departe de prieteni și familie. În 1990, le-a spus celor de la compania Sony că, pentru cel de-al doilea album, nu mai dorește să facă o muncă de promovare ca în cazul albumului Faith.

#### 1990–1992:Listen Without Prejudice
Listen Without Prejudice Vol. 1 a fost lansat în septembrie 1990. Pentru acest album, Michael o încercat să-și creeze o reputație nouă, de artist cu capul pe umeri; titlul semnifică dorința lui de a fi luat mult mai în serios ca și compozitor. Michael a refuzat să lucreze la promovarea acestui album, nici un material video nu a însoțit singlelurile de pe acest album. Primul single, "Praying for Time", cu versuri ce vorbesc despre nedreptatea și tarele societății, a fost lansat în august 1990. James Hunter de la revista Rolling Stone a descris cântecul ca fiind „o privire mâhnită asupra fragilității lumii înconjurătoare. Michael consideră că timpul care trece este singurul balsam pentru rănile trupului și sufletului, foame, sărăcie, ipocrizie și ură." Cântecul a avut succes imediat, ajungând pe locul I în Billboard Hot 100 și pe locul VI în Marea Britanie. Un material video a fost lansat ulterior, constând doar din versurile cântecului, pe un fundal întunecat. Michael nu a apărut în acest video, nici în clipurile care au urmat, legate de acest album.
Al doilea single "Waiting for That Day", material predominant acustic, a fost conceput ca o continuare pentru "Praying For Time". A ajuns pe locul 23 în Marea Britanie și 27 în SUA., în octombrie 1990. Albumul a fost lansat în Europa în data de 3 septembrie 1990, iar o săptămână mai târziu în SUA. A ajuns pe locul I în UK Albums Chart și până pe poziția a doua în US Billboard 200. A stat 88 de săptămâni în clasamentul albumelor din Marea Britanie și a obținut patru discuri de platină. De pe acest album, în Marea Britanie au fost lansate cinci singleuri, care au fost: "Praying for Time", "Waiting for That Day", "Freedom! '90", "Heal the Pain" și "Cowboys and Angels" (cel din urmă fiind singurul său single care nu a intrat în top 40 în Marea Britanie).
"Freedom '90" a fost doar a doua piesă de pe album care a beneficiat de un video (cealaltă fiind "Praying for Time", în care George Michael nu  apărea). Cântecul face aluzie la strădaniile sale de a-și găsi propria identitate artistică și a anticipat demersurile sale de a pune capăt contractului său cu Sony Music. Pentru a întări mesajul transmis de cântec, Michael a refuzat să apară în video (regizat de David Fincher), și a angajat  supermodelele Naomi Campbell, Linda Evangelista, Christy Turlington, Tatjana Patitz și Cindy Crawford să apară în clip și să facă playback sincron în locul său. A marcat și micșorarea statutului său de sex simbol. A ajuns până pe poziția a 8-a în Billboard Hot 100 din SUA, și a 28-a în clasamentul britanic.
"Mother's Pride" a fost intens difuzat în SUA, în timpul primului război din Golf din 1991, de multe ori posturile de radio difuzând dedicațiile pentru soldați pe fundalul melodiei. A ajuns până pe locul 46 în Billboard Hot 100, în condițiile în care a fost doar radiodifuzat. Listen Without Prejudice Vol. 1 s-a vândut în circa 8 milioane de exemplare.
La ediția din 1991 a Brit Awards, Listen Without Prejudice Vol. 1 a câștigat premiul pentru Cel mai bun album britanic. Mai târziu, în același an, Michael a plecat în turneul "Cover to Cover tour" în Japonia, Anglia, SUA și Brazilia, unde a cântat la festivalul Rock in Rio. În publicul de la Rio, l-a văzut și mai apoi l-a și întâlnit, pe Anselmo Feleppa, care mai târziu i-a devenit partener. Turneul nu a reprezentat o promovare potrivită pentru Listen Without Prejudice Vol. 1. Mai degrabă a fost un prilej pentru Michael de a interpreta coverurile preferate. Printre melodiile favorite s-a numărat și "Don't Let the Sun Go Down on Me", cântec din 1974 al lui Elton John; Michael și John l-au cântat împreună la concertul Live Aid din 1985, și din nou la concertul lui Michael de pe Wembley Arena, în 25 martie 1991, unde duetul a fost înregistrat. Singlelul a fost lansat la sfârșitul anului 1991 și a ajuns pe primul loc, atât în Marea Britanie, cât și în SUA.
În același timp, mult așteptata continuare, Listen Without Prejudice Vol. 2, nu a mai venit, datorită procesului lui Michael cu Sony Music Entertainment. Michael s-a plâns că Sony nu l-a sprijinit în lansarea celui de-al doilea album, din acest motiv având rezultate mai proaste în SUA decât precedentul album, Faith. Sony a contracarat spunând că refuzul său de a apărea în materiale video promoționale a cauzat răspunsul sub așteptări al publicului. Michael a renunțat la ideea unei continuări Listen Without Prejudice Vol. 2 și a donat trei cântece deja pregătite proiectului de caritate Red Hot + Dance, pentru organizația Red Hot, care strângea bani pentru conștientizarea pericolului bolii SIDA; a patra piesă, "Crazyman Dance", a reprezentat fața B pentru singlelul din 1992 "Too Funky". Michael a donat drepturile de autor de la "Too Funky" în același scop.
"Too Funky" a ajuns până pe locul 4 în clasamentul britanic și pe locul 10 în US Billboard Hot 100. Nu a apărut pe nici un album de studio George Michael, dar a fost inclus în compilațiile Ladies & Gentlemen: The Best of George Michael în 1998 și Twenty Five în 2006. În video, Michael apare sporadic în rolul regizorului care filmează supermodelele Linda Evangelista, Beverly Peele, Tyra Banks, Estelle Lefébure și Nadja Auermann la o prezentare de modă.

#### 1993:Five Live
Five Live, lansat în 1993 pentru casa de discuri Parlophone în Regatul Unit și Hollywood Records în SUA, cuprinde cinci piese interpretate de Michael, Queen și Lisa Stansfield. "Somebody to Love" și "These Are the Days of Our Lives" au fost înregistrate la concertul în memoria lui Freddie Mercury. "Killer", "Papa Was a Rollin' Stone" și "Calling You" sunt toate interpretări live înregistrate în turneul "Cover to Cover" din 1991. Interpretarea lui Michael a melodiei "Somebody to Love" a fost îndelung aclamată.
Toate veniturile obținute din vânzarea acestui EP au mers către Mercury Phoenix Trust. Vânzările acestui EP au fost foarte mari în Europa, unde a intrat direct pe locul 1 în Marea Britanie și în alte câteva țări europene. Succesul în topuri a fost mult mai puțin spectaculos în SUA, locul 40 în Billboard 200 albume ("Somebody to Love" a atins poziția 30 în Billboard Hot 100).

#### 1994–1997:Older
În noiembrie 1994, după o lungă perioadă de izolare, Michael a apărut în primul show MTV Europe Music Awards, unde a interpretat un cântec nou-nouț, "Jesus to a Child".Cântecul era un omagiu plin de melancolie pentru iubitul său, Anselmo Feleppa, care murise în martie 1993.
Cântecul a intrat în clasamentul de singleluri din Marea Britanie pe locul 1 și pe locul 7 în Billboard. A fost  cel mai lung single al lui Michael intrat vreodată în UK Top 40, cu o durată de aproape șapte minute. Identitatea exactă a celui căruia i-a fost dedicat cântecul și natura relației lui Michael cu Feleppa au fost învăluite în mister și prilej de speculații, căci Michael nu confirmase că este homosexual și nu a făcut-o decât în anul 1998. Clipul video pentru "Jesus to a Child" a cuprins imagini sugerând pierderea, durerea și suferința. Michael i-a dedicat cu consecvență cântecul lui Feleppa înainte de a-l interpreta live.
Cel de-al doilea single, apărut în aprilie 1996, a fost "Fastlove", o melodie energică despre dorința de a obține satisfacție și împlinire, fără dăruire. Cântecul nu a avut refren, iar versiunea single a avut o durată de aproape cinci minute. "Fastlove" a fost însoțit de un material video futurist, plasat în realitatea virtuală. A ajuns pe prima poziție în UK singles chart, poziție păstrată timp de trei săptămâni. În SUA, "Fastlove" a ajuns până pe locul 8, ultimul său single care a ajuns în top 10 în clasamentele americane. Imediat după "Fastlove", Michael a lansat albumul Older, primul său album de studio după șase ani și doar al treilea în cei zece ani de carieră solo. În SUA și Canada a fost primul album scos de compania lui David Geffen,  DreamWorks Records.
Older este de remarcat mai ales pentru cele șase singleluri. Fiecare dintre acestea a ajuns în UK Top 3, un record pentru cele mai multe cântece ajunse în British Top 3 de pe un singur album. La momentul lansării celui de al cincilea single, "Star People '97", specialistul în clasamente James Masterton remarca succesul lui Michael în clasamentele single, scriind: „George Michael își face o intrare impresionantă în Top 3 cu acest single. Albumul Older se dovedește a fi de departe cel mai mare succes comercial al său. Cinci cântece lansate până acum, fiecare single ajungând în Top 3. Comparați cu cele doar două melodii ajunse în Top 3 de pe Faith, în timp ce Listen Without Prejudice a avut doar un single în Top 10, iar un alt single nu a reușit să intre în Top 40. Acest succes susținut pe partea de singleuri a fost obținut cu ajutorul unor mici șmecherii de marketing,
cum ar fi remixurile; sau, în acest ultim caz, reînregistrarea cântecului de pe album, transformare care a dus la binemeritatul succes comercial."

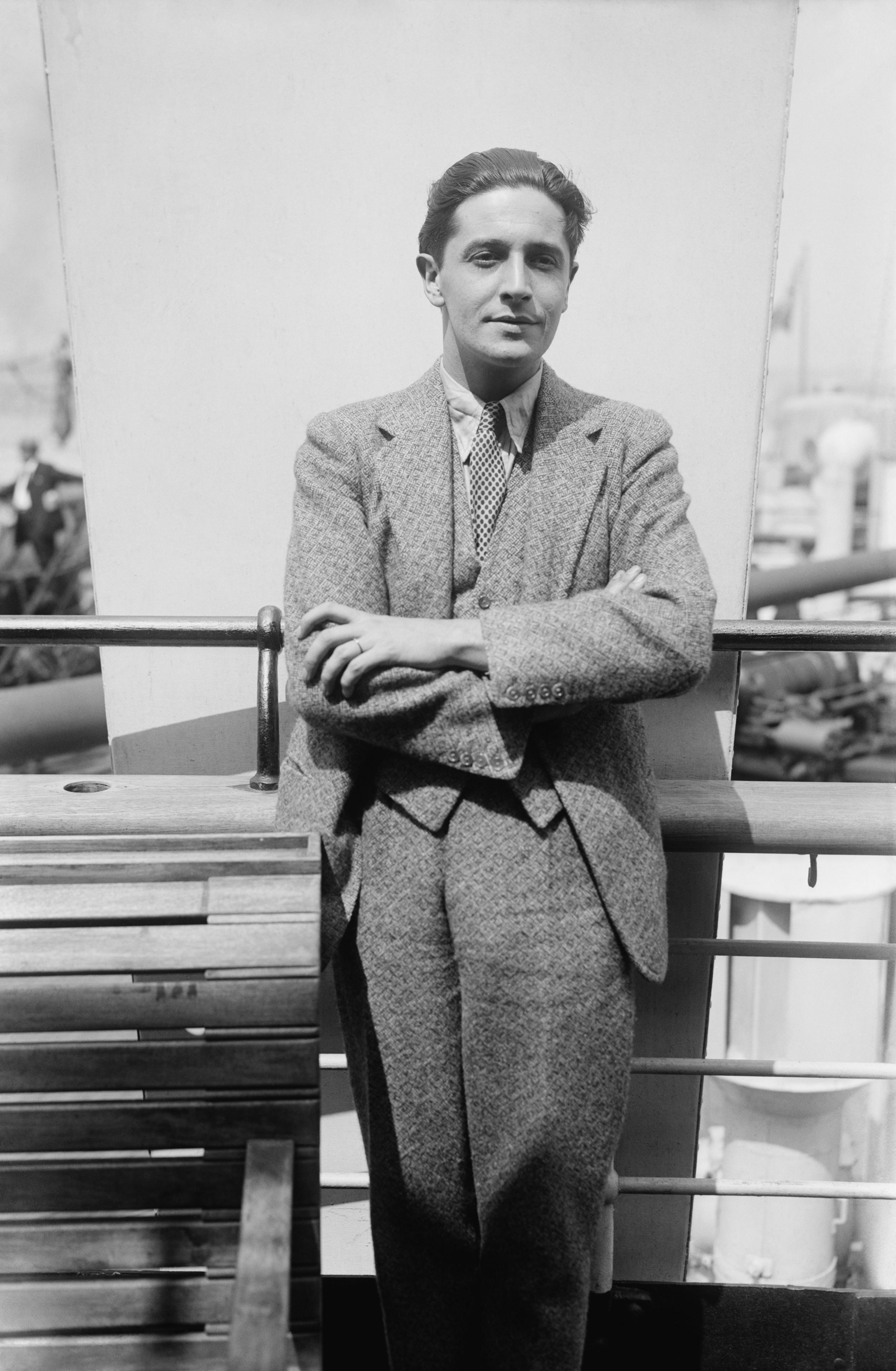
Ivor Novello, actorul și compozitorul galez care dă numele statuetelor oferite ca premii de Academia britanică a compozitorilor și textierilor

În 1996, Michael a fost votat „Cel mai bun artist britanic” la MTV Europe Music Awards și la Brit Awards; iar la Gala premiilor „Ivor Novello” decernate de BASCA (British Academy of Songwriters, Composers and Authors), i s-a conferit pentru a treia oară titlul de „Compozitorul anului”. Michael a susținut un concert la Three Mills Studios, Londra, pentru MTV Unplugged. A fost primul lui concert după mult timp, iar în public se afla și mama sa. În anul următor murea de cancer.

#### 1998:Ladies & Gentlemen: The Best of George Michael
Ladies & Gentlemen: The Best of George Michael a fost o antologie de mari succese lansată în 1998. Compilația de 28 cântece (29 în versiunea pentru Europa și Australia) este împărțită în două jumătăți, fiecare conținând o temă specifică, pentru o anumită stare sufletească. Primul CD, intitulat "For the Heart" (Pentru inimă), conține predominant balade; al doilea CD, "For the Feet" (Pentru picioare), cuprinde preponderent melodii dansante. A fost lansat prin Sony Music Entertainment, ca o condiție pentru încetarea relațiilor contractuale cu această companie.
Ladies & Gentlemen a avut un succes imediat, rămânând pe prima poziție în UK Albums Chart timp de 8 săptămâni. A petrecut 200 de săptămâni în clasamentele britanice și ocupă locul 38 în clasamentul celor mai bine vândute albume din toate timpurile în Regatul Unit.A obținut mai multe Discuri de platină în Marea Britanie și SUA, iar cu cele 2,8 milioane exemplare vândute a reprezentat albumul lui George Michael cu cel mai mare succes comercial în țara sa natală. Până în 2013, pe plan mondial înregistrase vânzări de 15 milioane de unități.
Primul single de pe acest album, "Outside", a fost un cântec nostim despre arestarea sa pentru abordarea unui polițist într-o toaletă publică. "As", un duet cu Mary J. Blige, a fost cel de-al doilea single de pe album în multe țări. Ambele au intrat în top 5 în UK Singles Chart.

#### 1999:Songs from the Last Century
Songs from the Last Century este un album de studio care cuprinde doar interpretări ale pieselor altor artiști. A fost scos pe piață în 1999, fiind ultimul album al lui George Michael produs de casa de discuri Virgin Records. A fost albumul său solo cu cele mai slabe clasări în topurile de specialitate. Albumul a intrat pe poziția 157 în clasamentul american (Billboard 200 albums chart), nereușind ulterior să urce mai sus. A fost de asemenea singurul său album solo, care nu a ajuns pe primul loc în Regatul Unit, urcând până pe locul 2 în UK Albums Chart. Cele 11 piese de pe album au fost produse de Phil Ramone și George Michael.

#### 2000–2005:Patience
În anul 2000, Michael a lucrat la un single de succes "If I Told You That" cu Whitney Houston, un cântec pentru care invitatul inițial era Michael Jackson. Michael a produs acest single împreună cu producătorul american Rodney Jerkins. Michael a început lucrul la ceea ce avea să devină cel de-al cincilea său album de studio, album la care a lucrat timp de doi ani. Primul single de pe noul album, "Freeek!", a avut succes în Europa, ajungând pe primul loc în Italia, Portugalia, Spania și Danemarca în anul 2002; a ajuns până în top 10 în Regatul Unit și top 5 în Australia. Albumul a cuprins 22de piese. Următorul single, "Shoot the Dog", a devenit extrem de controversat în momentul lansării, iulie 2002. Era o critică extrem de acidă la adresa lui George W. Bush și Tony Blair pentru invadarea Irakului din 2003. A ajuns pe primul loc în Danemarca și a intrat în top 5 în majoritatea clasamentelor europene. Cu toate acestea, în Marea Britanie a urcat numai până pe poziția a 12-a în UK Singles Chart.

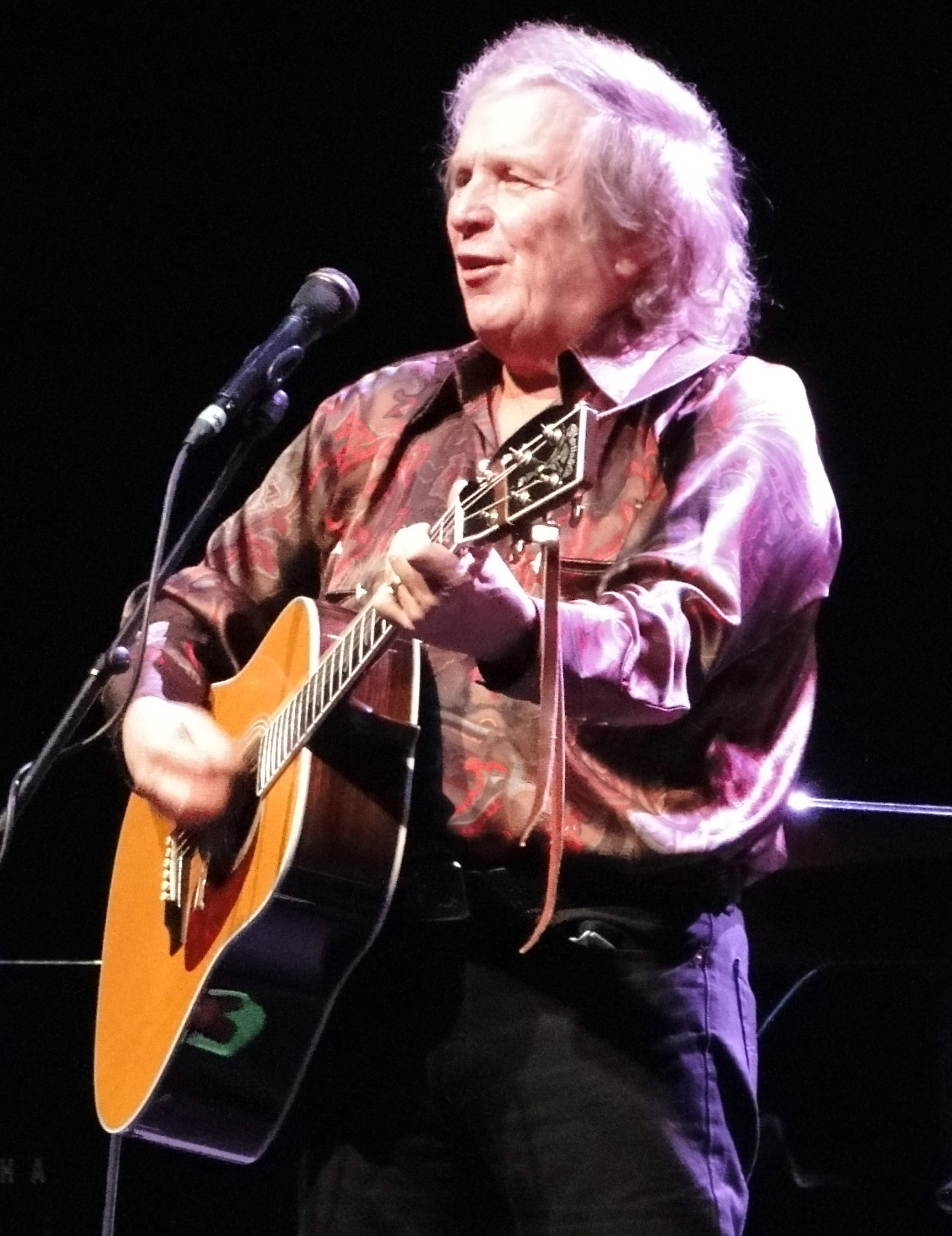
Donald "Don" McLean, cântăreț și compozitor american, faimos pentru albumul „American Pie” din 1971

În februarie 2003, Michael a înregistrat pe neașteptate un nou cântec de protest împotriva războiului din Irak, melodia lui Don McLean, "The Grave". Originalul fusese compus de McLean în 1971 și era un protest împotriva Războiului din Vietnam. Michael l-a interpretat în numeroase emisiuni de televiziune, cum ar fi Top of the Pops și So Graham Norton. Interpretarea acestui cântec în emisiunea Top of the Pops, în data de 7 martie 2003, a fost prima sa apariție în programul respectiv, după o pauză de 17 ani. A intrat în conflict cu producătorii emisiunii, pentru tricourile cu mesaje antirăzboi și anti Blair purtate de o parte din membrii formației sale. Don McLean, pe propriul website, a lăudat înregistrarea lui Michael: „Sunt mândru de George Michael pentru că a luat poziție în favoarea vieții și rațiunii. Sunt încântat că a ales un cântec de-al meu pentru a exprima aceste sentimente. Să nu uităm că Vrăjitorul este în realitate un om bătrân ascuns după o cortină cu un microfon puternic în mână. E nevoie de curaj și de un cântec ca să dai la o parte perdeaua și să-l scoți la lumină. Succes, George."
În data de  17 noiembrie 2003, Michael a semnat din nou cu compania Sony Music, pe care o părăsise în 1995, după un proces. Când cel de-al cincilea album de studio al lui Michael, Patience, a fost scos pe piață, în 2004, a fost aclamat de critici și a ajuns pe locul 1 în UK Albums Chart,cu vânzări de peste 200000 de exemplare doar în prima săptămână de la lansare. În Australia ajungea pe locul 2, pe 22 martie. A intrat în Top 5 în majoritatea clasamentelor europene, iar în SUA a urcat până pe poziția a 12-a, cu vânzări de peste 500000 unități care i-au adus Discul de aur.

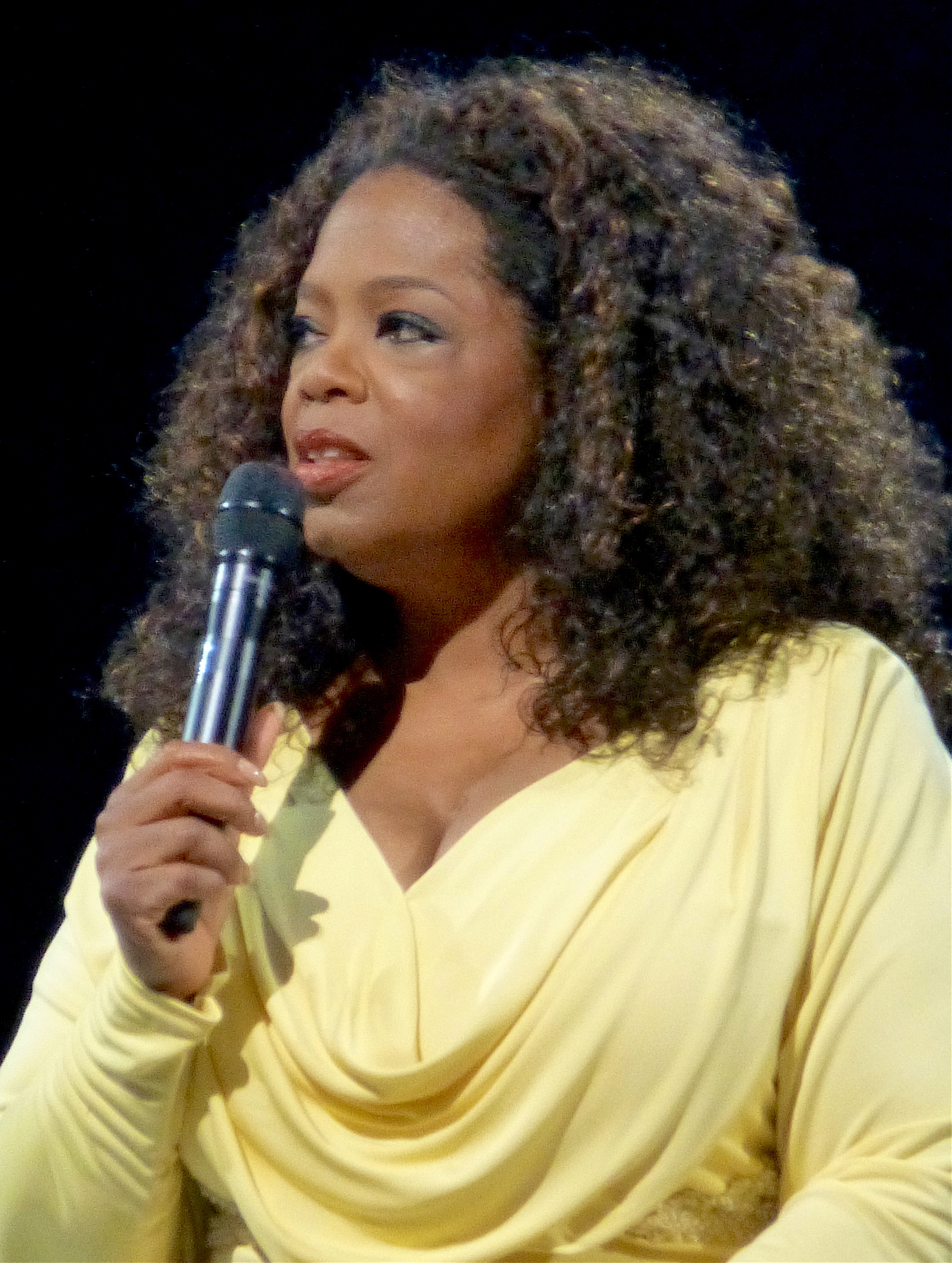
Oprah Gail Winfrey, producătoarea și gazda emisiunii ce îi purta numele, talk showul cu cea mai mare audiență din istoria televiziunii americane

"Amazing", al treilea single de pe acest album, a ajuns pe primul loc în clasamentele din Europa. Când Michael a apărut la The Oprah Winfrey Show, în 26 mai 2004, pentru a-și promova albumul, a cântat "Amazing", alături de succesele mai vechi "Father Figure" și "Faith". În timpul emisiunii, Michael a vorbit despre arestarea sa, dezvăluindu-și orientarea homosexuală, a anunțat reluarea concertelor cu public. A permis echipei lui Oprah să filmeze în interiorul casei sale de la periferia Londrei. Al patrulea single de pe album a fost "Flawless (Go to the City)", care a preluat tema melodiei "Flawless", a formației americane de dans electronic The Ones. A fost un succes de discotecă în Europa și în America de Nord, ajungând pe locul 1 în Billboard Hot Dance Club Play, ultimul single al lui George Michael care a mai reușit acest lucru.
În noiembrie 2004, Sony a scos al cincilea single – "Round Here". A fost melodia cu cel mai mic succes provenită de pe albumul Patience, stagnând pe locul 32 în topul britanic. În 2005, "John and Elvis Are Dead" a fost al șaselea și ultimul single de pe album; a fost scos sub forma unui fișier transferabil pe computerul personal și de aceea nu a putut intra în clasamentele britanice.
Michael a spus la postul de radio BBC 1, în data de 10 martie 2004, că și viitoarele sale producții muzicale vor putea fi descărcate de pe internet, fanii fiind în schimb încurajați să facă donații în scopuri caritabile.

#### 2005–2010:Twenty Fiveși turneele de concerte

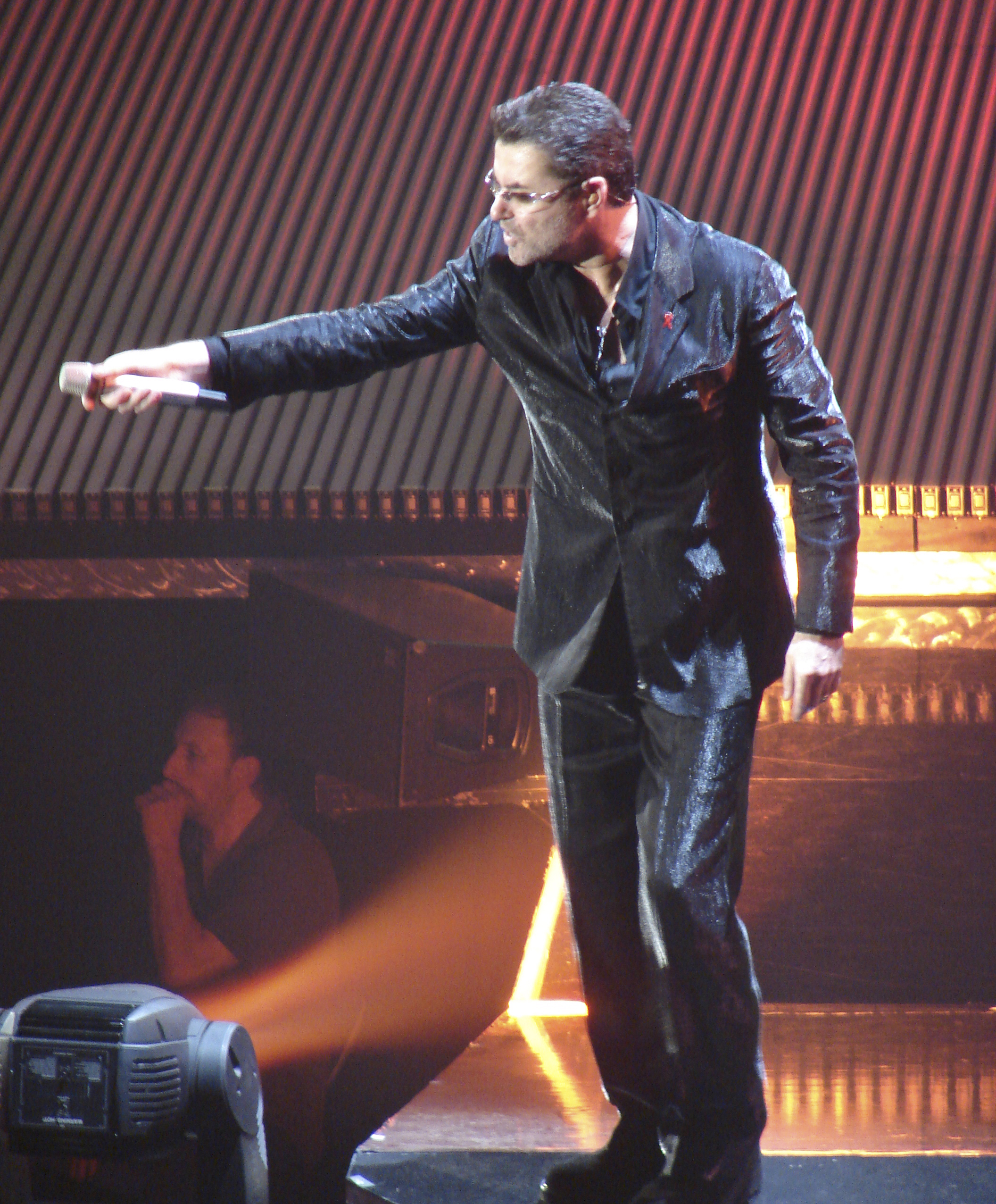
Michael în concert în Antwerpen, Belgia, în anul 2006

Twenty Five a fost al doilea album greatest hits, celebrând 25 de ani de carieră muzicală. Scos în noiembrie 2006 de Sony BMG, a debutat pe locul 1 în Regatul Unit.
Albumul conține mai ales cântece din cariera solo a lui George Michael, dar și câteva din perioada de început cu Wham!. A apărut în două formate: două CDuri și o ediție limitată de 3 CDuri. Setul de două CDuri conține 26 de piese, inclusiv patru înregistrate cu Wham! și trei cântece noi: "An Easier Affair"; "This Is Not Real Love" (în duet cu Mutya Buena, fostă membră a trupei Sugababes, care a ajuns până pe locul 15 în clasamentul britanic); și o versiune nouă pentru "Heal the Pain", alături de Paul McCartney. Ediția limitată de trei CDuri conține în plus 14 cântece mai puțin cunoscute, inclusiv unul al formației Wham! și un altul complet nou, "Understand".
Twenty Five a fost lansat în America de Nord pe data de 1 aprilie 2008 sub forma a două CDuri, cu 29 de cântece, inclusiv câteva noi (duete cu Paul McCartney și Mary J. Blige și o melodie din serialul TV  Eli Stone). Pentru a marca lansarea albumului Twenty Five, Michael a plecat în turneu în America de Nord pentru prima oară după 17 ani, cântând pe arene de mare capacitate, din orașe importante: New York, Los Angeles, St. Paul/Minneapolis, Tampa/St. Pete, Chicago și Dallas. Versiunea DVD pentru Twenty Five conținea 40 de materiale video pe două discuri, inclusiv șapte din perioada Wham!

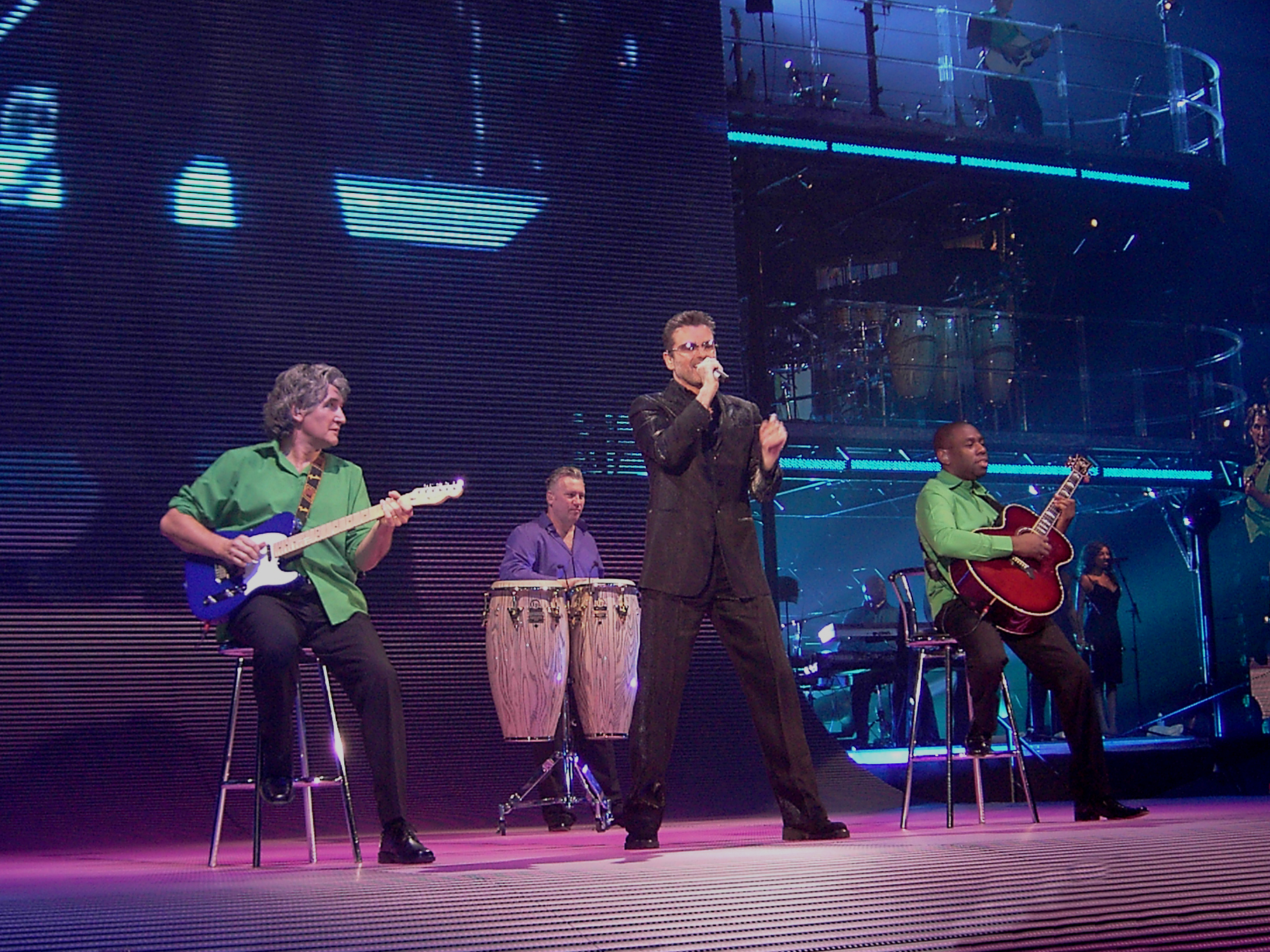
George Michael pe scenă în München în 2006

În timpul concertului Live 8 din anul 2005, din Hyde Park, Londra, Michael i s-a alăturat pe scenă lui Paul McCartney pentru a interpreta un clasic al formației The Beatles, cântecul "Drive My Car". În 2006, Michael și-a început primul turneu după 15 ani, 25 Live. Turneul a început în Barcelona, Spania, în 23 septembrie și s-a încheiat în decembrie pe Wembley Arena în Anglia. Conform siteului web propriu, cele 80 de concerte au fost văzute de 1,3 milioane de fani. În 12 mai 2007, în Coimbra, Portugalia, el a început turneul european "25 Live Stadium Tour 2007", inclusiv Londra și Atena, și s-a încheiat pe data de 4 august 2007 în Belfast, Irlanda de Nord. Turneul a cuprins 29 de concerte în toată Europa. În 9 iunie 2007, Michael a devenit primul artist care a concertat pe recent renovatul Wembley Stadium din Londra, fiind și amendat cu 130000£ pentru că a depășit durata stabilită a concertului cu 13 minute.
În 25 martie 2008, o a treia parte a 25 Live Tour a fost anunțată pentru America de Nord. Această parte a inclus  21 de concerte în SUA și Canada. Acesta a fost primul turneu al lui Michael în America de Nord, după o absență de 17 ani. După vestea turneului nord-american al lui Michael, albumul ''Twenty Five a fost lansat și în America de Nord, pe data de 1 aprilie 2008. Michael  și-a făcut debutul american în actorie jucând un  înger păzitor în serialul american de televiziune Eli Stone. Pe lângă faptul că și-a jucat propriul rol, fiecare episod din primul sezon al serialului a fost numit după un cântec de-al lui. Michael a apărut și la gala finală din 2008 a emisiunii American Idol, pe 21 mai, cântând "Praying for Time". Când a fost întrebat ce crede că ar fi spus Simon Cowell despre interpretarea sa, a răspuns: „Probabil că mi-ar fi spus că nu ar fi trebuit să interpretez un cântec de-al meu. Le-a mai spus asta multora în trecut, cred că ar fi fost amuzant." Pe data de 1 decembrie, Michael a concertat în Abu Dhabi, în Emiratele Arabe Unite, ca parte a celei de a 37-a sărbătoriri a zilei naționale.
În 25 decembrie 2008, Michael a scos un nou cântec, "December Song (I Dreamed of Christmas)", gratis, pe websiteul său. Se spera că fanii care vor descărca cântecul, vor dona bani în scopuri caritabile. O versiune remixată pentru "December Song" a fost scoasă la vânzare pe data de 13 decembrie. Popularitatea acestui single a fost mărită de apariția promoțională a lui Michael la emisiunea The X Factor. La începutul anului 2010, Michael a susținut primele sale concerte în Australia, după 22 de ani. Primul spectacol a avut loc la Burswood Dome din Perth, în 20 februarie 2010, în fața unei audiențe de  15000 de persoane.
În 2 martie 2011, Michael a anunțat lansarea versiunii proprii pentru melodia de succes a formației New Order, "True Faith", din anul 1987, ca și contribuție la teledonul caritabil Comic Relief. Michael a apărut și în emisiune, în prima secvență de Karaoke în mașină, alături de comediantul James Corden, cei doi cântând, în timp ce Corden conducea prin Londra. Pe data de 15 aprilie 2011, Michael a lansat un cover după cântecul lui Stevie Wonder din 1972, "You and I", ca un dar în format MP3 pentru Prințul William și Catherine Middleton, cu ocazia nunții lor din 29 aprilie 2011. MP3ul a fost de asemenea disponibil pentru descărcare gratuită, Michael a făcut apel la cei care au descărcat piesa, să facă o donație pentru fundația caritabilă "The Prince William & Miss Catherine Middleton Charitable Gift Fund".

#### 2011–2016:Symphonicași turneele de concerte

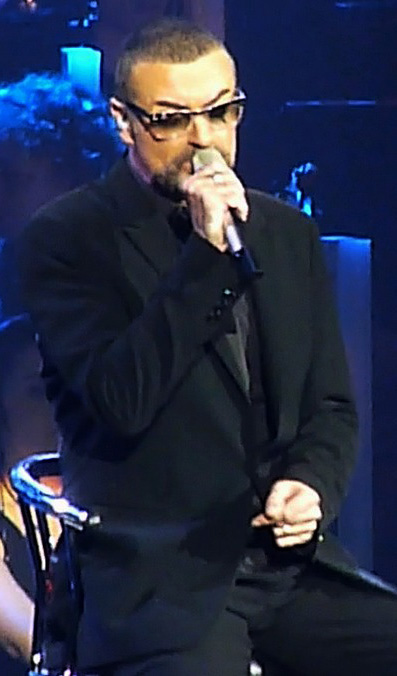
Michael pe scenă în timpul turneului Symphonica, Nice, 2011

Turneul Symphonica a început la Opera din Praga, în 22 august 2011. În octombrie 2011, Michael a fost anunțat ca fiind unul dintre cei patru nominalizați pentru Songwriter's Hall of Fame. În noiembrie, a fost obligat să-și anuleze restul turneului, fiind grav bolnav de pneumonie și internat într-un spital din Viena, Austria.
În februarie 2012, la două luni după ce a ieșit din spital, Michael și-a făcut o apariție surpriză la Brit Awards 2012, pe arena londoneză O2 Arena, unde a fost întâmpinat cu ovații, și i-a conferit lui Adele premiul pentru Cel mai bun album britanic.
Albumul Symphonica a fost lansat în 17 martie 2014 și a devenit cel de-al șaptelea album solo al lui Michael ajuns pe locul I în Regatul Unit, nouă în total, incluzându-le și pe cele din perioada Wham!. Albumul a fost produs de Phil Ramone și George Michael.
În 2016, Michael a anunțat că în martie 2017 urmează să fie lansat un al doilea documentar despre viața sa, numit Freedom.

## Viața personală

### Sexualitatea
Michael a afirmat că primele sale fantezii erau despre femei, fapt „care m-a făcut să cred că sunt heterosexual", dar la pubertate a început să aibă fantezii legate de bărbați, mai târziu spunând „acest fapt se datora și anturajului". La vârsta de 19 ani, Michael i-a spus lui Andrew Ridgeley și unor prieteni apropiați că este bisexual. Michael i-a spus și uneia dintre surori, dar a fost sfătuit de prieteni să nu le spună și părinților despre orientarea sa sexuală. Într-un interviu din 1999 pentru The Advocate, Michael i-a declarat redactorului șef, Judy Wieder, că „s-a îndrăgostit de un bărbat, situație care a pus capăt dilemei sale legate de bisexualitate".
„Nu am avut niciodată o problemă morală legată de faptul că sunt homosexual", i-a spus Michael. „De câteva ori am crezut că mă îndrăgostisem de o femeie. Apoi m-am îndrăgostit de un bărbat și mi-am dat seama că nici una din experiențele anterioare nu fusese dragoste."
În 2004 Michael a spus „m-am culcat cu multe femei în perioada Wham!, dar n-am simțit niciodată că ar putea evolua într-o relație, pentru că, din punct de vedere emoțional, eram homosexual. Nu am vrut să mă atașez de ele, dar mă atrăgeau. Apoi a început să mi se facă rușine pentru că mă foloseam de ele. Am hotărât că trebuie să încetez, lucru pe care l-am și făcut în momentul în care am început să îmi fac probleme legate de SIDA, boală care devenise tot mai frecventă în Marea Britanie. Deși întotdeauna am făcut sex protejat nu am vrut să mă culc cu o femeie fără să îi spun că sunt bisexual. Simțeam că aș face un lucru ireponsabil. În fapt, nu am vrut să am acea conversație neplăcută care putea să strice tot momentul, așa că am încetat să mă mai culc cu ele." În același interviu, a adăugat: „Dacă nu aș fi cu  Kenny [prietenul său în acea perioadă], aș face sex cu femei, fără îndoială". El a spus că formarea sexualității sale a fost „un lucru dobândit, datorită absenței tatălui, care era tot timpul la muncă. Am fost extrem de apropiat de mama mea", dar a afirmat și că „există categoric persoane care au o predispoziție spre homosexualitate și pentru care mediul este irelevant."
În 2007, Michael a declarat că ascunsese faptul că este homosexual deoarece își făcea griji legate de efectul pe care acest fapt l-ar avea asupra mamei lui. În 2009, Michael a spus: „depresia mea la momentul destrămării formației Wham! s-a datorat faptului că începusem să realizez că sunt homosexual, nu bisexual."

#### Arestările
Întrebările legate de orientarea sexuală a lui Michael au persistat până în 7 aprilie 1998, când a fost arestat pentru agățarea unui necunoscut într-o toaletă publică din Will Rogers Memorial Park, în Beverly Hills, California. În 2007, Michael a spus „că ascunderea orientării sale sexuale l-a făcut să se simtă 'fraudulos', și că ieșirea respectivă, când a fost arestat [...] în 1998, a fost un act subconștient deliberat."
Michael a fost arestat de un polițist sub acoperire, Marcelo Rodríguez, într-o operațiune mascată, folosind așa-numitul "polițist drăguț". Într-un  interviu pentru MTV, Michael a afirmat: „Am fost urmărit în toaletă, iar apoi acest polițist—evident că nu știam că e polițist—a început să joace acest joc: Eu ți-o arăt pe a mea, tu pe a ta, iar când tu mi-o arăți pe a ta, te arestez!"
După ce a pledat vinovat, Michael a fost amendat cu 810 US$ și condamnat la 80 de ore de muncă în folosul comunității. Imediat după aceea, Michael a filmat un video pentru singleul său "Outside", care satiriza incidentul din toaleta publică și prezenta bărbați îmbrăcați în polițiști, sărutându-se. Rodríguez a susținut că în acest video este luat peste picior și că Michael l-a calomniat în interviuri. În 1999, el a deschis un proces la un tribunal din California, cerând despăgubiri de 10 milioane de dolari. Tribunalul a respins cazul, ca nefondat, dar Curtea de Apel l-a repus pe tapet, în 3 decembrie 2002. Apoi tribunalul a respins apelul lui Rodríguez, considerând că un funcționar public, nu poate solicita în instanță daune pentru stresul emoțional.
În 23 iulie 2006, Michael a fost din nou acuzat pentru sex în public cu un necunoscut în Hampstead Heath, Londra.S-a afirmat că partenerul anonim ar fi fost un șofer în vârstă de 58 de ani. Michael a afirmat că își căuta un partener anonim de sex și că acest lucru nu era o problemă în relația sa cu Kenny Goss.

## Decesul
Michael a încetat din viață la locuința sa din Goring-on-Thames, Oxfordshire, la vârsta de 53 de ani. A fost găsit mort de catre partenerul său, Fadi Fawaz, în dimineața de Crăciun, 25 decembrie 2016.
Cauza morții este încă necunoscută; managerul său, Michael Lippman, a presupus că insuficiența cardiacă a fost cauza morții, și că Michael „s-a stins liniștit, fără dureri." Fawaz a descris, într-un interviu pentru The Daily Telegraph, cum l-a găsit pe cântăreț în dimineața de Crăciun: „m-am dus să-l trezesc și era mort, întins în pat. Încă nu știm ce s-a întâmplat. Totul a fost foarte complicat în ultima vreme, dar George aștepta cu nerăbdare Crăciunul, la fel și eu."
Autopsia făcută în 29 decembrie, pentru a determina cauza exactă a morții, a fost neconcludentă. Poliția din Thames Valley a spus că se vor face analize suplimentare, dar că rezultatele nu se vor cunoaște decât peste câteva săptămâni.
În necrologul său pentru Michael, BBC l-a descris ca un „superstar pop" și a scris, „binecuvântat cu un chip arătos și o voce frumoasă, prezența sa scenică l-a făcut un preferat al circuitelor de concerte live, pe măsură ce s-a maturizat, devenind dintr-un idol al adolescenților, o celebritate pe termen lung." În afară de partenerul său, Fadi Fawaz, este deplâns de tatăl său și cele două surori.

## Discografie

### Albume de studio
- 1987: "Faith”
- 1990: "Listen Without Prejudice, Vol. 1”
- 1996: "Older”
- 1999: "Songs from the Last Century”
- 2004: "Patience”
- 2005: "[Sexlove]"

## Controverse
În septembrie 2010 a fost condamnat la opt săptămâni de închisoare, după ce a pledat vinovat la acuzațiile de posesie de canabis și conducerea automobilului sub influența drogurilor și a alcoolului.